# ウェーククイナ
ウェーククイナ（学名：Gallirallus wakensis）は、ツル目クイナ科に分類される鳥類の一種。絶滅種。中部太平洋の孤島であるウェーク島に生息していた。体色は茶色で喉から胸にかけて白と茶色のまだら。飛べない。ウェーク島に生息する唯一の鳥であった。

## 絶滅の経緯
1940年頃までは普通に見られたという。1941年12月、第二次世界大戦でウェーク島は日本海軍陸戦隊に占領された。ウェーク島は絶海の孤島であるため、米軍はとくに奪回作戦を行わず封鎖と空爆のみにとどめた。このためウェーク島の日本軍守備隊は食糧が欠乏し、飢えをしのぐために飛べないウェーククイナに目をつけた。なぜか赤い布を振ると寄ってきたともいう。そして終戦後の調査ではウェーククイナは1羽もいなくなっていた。